# تورناريتشو
تورناريتشو (بالإيطالية: Tornareccio)‏ هي بلدية في مقاطعة كييتي في إقليم أبروتسو الإيطالي.

## السكان
في سنة 1861 بلغ عدد السكان 2٬733 نسمة، وتطور العدد ليصل في سنة 2011 لـ 1٬932 نسمة.
يظهر هذا المخطط البياني تطور النمو السكاني لـ تورناريتشو